# Badr Mirza
Pour les articles homonymes, voir Mirza.
Badr Mirza, né le 7 janvier 1984, est un coureur cycliste émirati. Son jeune frère Yousif est aussi coureur cycliste.

## Palmarès sur route

### Par années
- 2006
  - 2e du championnat des Émirats arabes unis du contre-la-montre
- 2007
  - 2e du championnat des Émirats arabes unis du contre-la-montre
  - 3e du championnat des Émirats arabes unis sur route
- 2008
  -  Champion du Golfe Persique sur route
  -  Champion du Golfe Persique du contre-la-montre
  -  Champion des Émirats arabes unis du contre-la-montre
  - H. H. Vice-President's Cup
  - Prologue du Tour of the AGCC Arab Gulf
- 2009
  -  Champion du Golfe Persique sur route
  -  Champion du Golfe Persique du contre-la-montre par équipes (avec Yousif Mirza, Humaid Maharab et Khalid Ali)
  -  Champion des Émirats arabes unis du contre-la-montre
  - Prologue, 1re et 4e étapes du Tour of the AGCC Arab Gulf
  -  Médaillé d'argent au championnat du Golfe Persique du contre-la-montre
- 2010
  - President's Cup
- 2011
  -  Champion des Émirats arabes unis sur route
  - Prince Faisal bin Fahd International Stage Race :
    - Classement général
    - 1re étape

  - 2e du championnat des Émirats arabes unis du contre-la-montre
  -  Médaillé d'argent du contre-la-montre aux Jeux du Golfe Persique
- 2012
  -  Champion des Émirats arabes unis sur route
  - 2e du championnat des Émirats arabes unis du contre-la-montre
  -  Médaillé de bronze au championnat du Golfe Persique sur route
- 2013
  - 2e du championnat des Émirats arabes unis sur route
- 2014
  -  Médaillé d'or du contre-la-montre par équipes au championnat arabe des clubs (avec Eugen Wacker, Yousif Mirza et Ahmed Al Mansoori)
- 2015
  -  Champion des Émirats arabes unis du contre-la-montre
  - 2e étape du Tour of the AGCC Arab Gulf (contre-la-montre)
  - 2e du championnat des Émirats arabes unis sur route
- 2017
  - 3e du championnat des Émirats arabes unis du contre-la-montre

### Classements mondiaux
| Année           | 2006 | 2007 | 2008 | 2009 |
| --------------- | ---- | ---- | ---- | ---- |
| UCI Africa Tour |      |      | 149e | 149e |
| UCI Asia Tour   | 209e | 56e  | 32e  |      |

## Palmarès sur piste

### Championnats arabes
- 2008
  -  Médaillé d'argent de la course aux points
- 2012
  -  Médaillé d'argent de la course aux points
- 2013
  -  Champion arabe de la course aux points
  -  Médaillé d'argent du scratch